# Abacaria orkeni
Abacaria orkeni là một loài Trichoptera trong họ Hydropsychidae. Chúng phân bố ở miền Australasia.